# Arctostaphylos australis
Arctostaphylos australis är en ljungväxtart som beskrevs av Alice Eastwood. Arctostaphylos australis ingår i släktet mjölonsläktet, och familjen ljungväxter. Utöver nominatformen finns också underarten A. a. sericea.